# Šeškovci
Šeškovci su naseljeno mjesto u sastavu Grada Laktaši, Republika Srpska, BiH.

## Stanovništvo
| Šeškovci           |              |
| godina popisa      | 1991.        |
| Srbi               | 403 (97,82%) |
| Hrvati             | 6 (1,46%)    |
| Muslimani          | 0            |
| Jugoslaveni        | 2 (0,48%)    |
| ostali i nepoznato | 1 (0,24%)    |
| ukupno             | 412          |